# Стража (Архангельская область)
Стража — деревня в Котласском районе Архангельской области.

## География
Находится в юго-восточной части Архангельской области к северо-востоку от автодороги 11К-341 на расстоянии приблизительно 48 км на восток-северо-восток по прямой от административного центра округа города Котлас на левобережье Вычегды.

## История
В XIX веке указанная деревня не учитывалась, также не отмечалась и в 1939 году. Отмечена была на карте 1984 года. До 2022 года входила в Черёмушское сельское поселение до его упразднения.

## Население
| 2002 | 2010 | 2012 |
| ---- | ---- | ---- |
| 5    | ↗7   | ↘1   |

Численность населения: 4 человека (русские 100 %) в 2002 году, 7 в 2010.